# Нота, Николь
Нико́ль Нота́ (фр. Nicole Notat; род. 26 июля 1947, Шатрис) — французская профсоюзная активистка, генеральный секретарь Французской демократической конфедерации труда (1992—2002).

## Биография
Родилась 26 июля 1947 года в городке Шатрис (департамент Марна) в фермерской семье. Окончила нормальную школу в городе Бар-ле-Дюк, преподавала в школе для трудных подростков. Участвовала в протестах 1968 года, в 1969 году вступила во Французскую демократическую конфедерацию труда, в 1982 году была избрана в Исполнительный комитет этого профобъединения, в 1988 году стала заместителем генерального секретаря, в 1992 — генеральным секретарём, оказавшись первой в истории Франции женщиной в должности профсоюзного лидера. В 2002 году возглавила рейтинговое агентство Vigeo, специализирующееся на оценке компаний в социальном аспекте и с позиций защиты окружающей среды.
С 1992 по 1994 и с 1996 по 1998 год возглавляла государственное агентство Unédic (Национальный межотраслевой союз занятости в промышленности и торговле), уполномоченное начислять выплату пособий по безработице (это обстоятельство вызывало протесты со стороны объединений безработных).
В 2020 году вошла в состав созданной министром здравоохранения Оливье Вераном комиссии для выработки мер против «пауперизации» медицинского персонала (ей были поручены переговоры с профсоюзами).